# Gastrosporium
Gastrosporium är ett släkte av svampar. Gastrosporium ingår i familjen stäpptryfflar, ordningen Boletales, klassen Agaricomycetes, divisionen basidiesvampar och riket svampar.
| Gastrosporium | \| \| Gastrosporium asiaticum \| \| \| \| \| \| Gastrosporium simplex \| \| \| \| |
|               | \| \| Gastrosporium asiaticum \| \| \| \| \| \| Gastrosporium simplex \| \| \| \| |
|               | Gastrosporium asiaticum                                                           |
|               |                                                                                   |
|               | Gastrosporium simplex                                                             |
|               |                                                                                   |

|  | Gastrosporium asiaticum |
|  |                         |
|  | Gastrosporium simplex   |
|  |                         |